# Луций Месий Рустик
Луций Месий Рустик (на латински: Lucius Messius Rusticus) e политик и сенатор на Римската империя през началото на 2 век.
През 114 г. той е суфектконсул заедно с Луций Хедий Руф Лолиан Авитий.